# Amurar
En náutica, amurar es llevar a su debido lugar a barlovento los puños de las velas que admiten esta maniobra y sujetarlos con la amura. 
Amurar es también colocar el aparejo o velas en disposición de ceñir el viento, orzar o bolinear. 